# Madrynornis mirandus
Madrynornis mirandus — викопний вид пінгвінів, що існував у пізньому міоцені (11,6—7,2 млн років тому). Описаний з решток часткового скелета, що знайдений у відкладеннях геологічної формації Пуерто-Мадрин поблизу міста Пуерто-Мадрин в провінції Чубут на сході Аргентини..